# Dwayne Evans (atleta)
Dwayne Evans (Phoenix, Arizona; 13 de octubre de 1958) es un atleta estadounidense retirado, especialista en los 200 m, prueba con la que consiguió la medalla de bronce en los Juegos Olímpicos de Montreal 1976.

## Juegos Olímpicos de Montreal 1976
En esta competición obtuvo se mayor triunfo que fue una medalla de bronce en los 200 metros. Fue superado por el jamaicano Don Quarrie (oro con 20.23 segundos) y por su compatriota el también estadounidense Millard Hampton.